# Ministeri d'Unificació
El Ministeri d'Unificació (hangul: 통일부, hanja: 統一部) és un òrgan del govern de Corea del Sud, que té com a objectiu treballar per la Reunificació de Corea. Va ser establert el 1969 com a Consell Nacional de la Unificació, durant el govern de Park Chung-hee. Va adquirir el seu estatut actual el 1998 i des de llavors ha tingut un paper important en la promoció de la cooperació, del diàleg intercoreà i de l'intercanvi.
Durant la gestió de l'antic ministre Yu Woo-ik, el Ministeri consistia en un gabinet per a la planificació i la coordinació, tres departaments per a la política d'unificació, intercanvi, cooperació intercoreana i ajuda humanitària, departament especial per al Complex Industrial de Kaesong i cinc agències afiliades per a la unificació de l'educació, el diàleg intercoreà, el trànsit entre el Sud i el Nord, l'ajuda i l'acolliment dels refugiats nord-coreans i les consultes intercoreanes sobre la cooperació i l'intercanvi. Però el 2008, el Ministeri va patir reduccions considerables, com a part d'una reestructuració del govern.
El seu actual ministre és Kwon Young-se, designat pel president Yoon Suk-yeol el 2022.